# Keo (Arkansas)
Keo é uma cidade  localizada no estado americano de Arkansas, no Condado de Lonoke.

## Demografia
Segundo o censo americano de 2000, a sua população era de 235 habitantes.
Em 2006, foi estimada uma população de 245, um aumento de 10 (4.3%).

## Geografia
De acordo com o United States Census Bureau, a localidade tem uma área de 4,9 km², sem área coberta por água.

## Localidades na vizinhança
O diagrama seguinte representa as localidades num raio de 24 km ao redor de Keo.